# Førstedagskuvert
En førstedagskuvert bærer et frimærke, som er afstemplet på sin udgivelsesdag. På skrift angives disse også på dansk for FDK eller for FDC, der er forkortelsen for det engelske first day cover. Med udsendelsen af Beringfrimærkerne den 27. november 1941 anvendte det danske postvæsen for første gang et specielt stempel til førstedagskuverter.